# 国鉄タキ900形貨車
国鉄タキ900形貨車（こくてつタキ900がたかしゃ）は、かつて日本国有鉄道（国鉄）に在籍した私有貨車（タンク車）である。
本形式と同じ専用種別であるタキ850形についても本項目で解説する。

## タキ900形
タキ900形は、ベンゾール専用の28t 積タンク車として1949年（昭和24年）12月28日に2両（タキ900 - タキ901）が日本鋼管1社にて製作された。
記号番号表記は特殊標記符号「コ」（全長 12 m 以下）を前置し「コタキ」と標記する。
本形式の他にベンゾール専用種別とする形式は、タ1000形（48両）、タム3200形（5両）、タム3250形（83両）、タム23250形（15両）、タサ1000形（13両）、タサ1050形（2両）、タサ1100形（6両）、タサ4400形（1両）、タキ200形（初代）（1両）、タキ850形（1両、後述）、タキ950形（2両）、タキ1800形（65両）、タキ4150形（1両）、タキ6450形（3両）、タキ14400形（11両）の15形式が存在した。
落成時の所有者は、日本製鐵1社のみでありその常備駅は室蘭本線の東室蘭駅であった。1950年（昭和25年）7月20日に富士製鐵へ、更に1970年（昭和45年）7月24日に新日本製鐵へ名義変更した。
タンク体は普通鋼（一般構造用圧延鋼材、SS41現在のSS400）製であり、蒸気加熱管を装備している。
荷役方式はタンク上部にあるマンホールからの上入れ、液出管からの下出し式である。
塗装は黒色、寸法関係は全長は13,400mm、全幅は2,220mm、全高は3,673mm、台車中心間距離は9,300mm、実容積は32.5m3、自重は22.5t、換算両数は積車5.0、空車2.0であり台車はアーチバー式のTR20である。
1976年（昭和51年）4月19日に2両そろって廃車となり同時に形式消滅となった。

## タキ850形
タキ850形は、ベンゾール専用の25t 積タンク車として1953年（昭和28年）6月30日に1両（コタキ850）が若松車輌にて製作された。
記号番号表記は特殊標記符号「コ」（全長 12 m 以下）を前置し「コタキ」と標記する。
所有者は、三井化学工業（その後三井化学へ社名変更）でありその常備駅は鹿児島本線の大牟田駅であった。1968年（昭和43年）10月21日に三井東圧化学（現在の三井化学）へ名義変更した。
タンク体は普通鋼（一般構造用圧延鋼材、SS41現在のSS400）製であり、蒸気加熱管を装備している。
荷役方式はタンク上部にあるマンホールからの上入れ、液出管からの下出し式である。
塗装は黒色、寸法関係は全長は10,800mm、台車中心間距離は6,780mm、実容積は29.0m3、自重は19.2t、換算両数は積車4.5、空車2.0であり台車はアーチバー式のTR20である。
1977年（昭和52年）12月5日に廃車となり同時に形式消滅となった。